# Arquebisbat de Bamako
L'arquebisbat de Bamako (francès: Archidiocèse de Bamako, llatí: Archidioecesis Bamakoënsis) és una seu metropolitana de l'Església Catòlica a Mali. Al 2012 tenia 231.000 batejats sobre una població de 4.138.000 habitants. Actualment està regida per l'arquebisbe Jean Zerbo.

## Territori
La diòcesi comprèn part la ciutat de Bamako i els cercles de Kati, Kangaba, Koulikoro, Banamba i Kolokani a la regió de Koulikoro; i els cercles de Bougouni, Kolondiéba i Yanfolila a la regió de Sikasso, aMali.
La seu episcopal és la ciutat de Bamako, on es troba la catedral del Sagrat Cor de Jesús.
El territori s'estén sobre 82.500 km², i està dividit en 10 parròquies. Quatre d'aquestes es troben a la capital Bamako, mentre que les altres estan repartides al territori pels pobles de Falajé (fundada el 1889), Kati (1897), Gwalala (1934), Ouélessébougou (1936), Bougouni (1953) i Kolokani (1965).
La província eclesiàstica de Bamako, instituïda el 1955, comprèn totes les diòcesis de Mali.

## Història
La prefectura apostòlica del Sàhara i Sudan va ser erigida el 1868; i el 1891 va ser elevada al rang de vicariat apostòlic.
El 19 de juliol de 1901 cedí una porció del seu territori a benefici de l'erecció de la prefectura apostòlica de Ghardaïa i, contextualment, assumí el nom de vicariat apostòlic del Sàhara i del Sudan francès.
El, en virtut del breu apostòlic del Papa Benet XV, el vicariat es dividí, donant origen al vicariat apostòlic d'Ouagadougou (avui arxidiòcesi) i de Bamako.
El 15 de desembre de 1927, el 9 de març de 1937, el 9 de juny de 1942 i el 12 de juny de 1947 el vicariat apostòlic de Bamako cedí parts del seu territori a benefici de les ereccions respectives de les prefectures apostòliques de Bobo-Dioulasso (avui arxidiòcesi), de N'Zérékoré (avui diòcesi), de Gao (avui bisbat de Mopti) i de Kayes (avui diòcesi).
El 14 de setembre de 1955 el vicariat apostòlic va ser elevat al rang d'arxidiòcesi metropolitana, mitjançant la butlla Dum tantis del Papa Pius XII.
El 10 de març de 1962 cedí una nova porció de territori per tal que s'erigís el bisbat de Ségou.
El gener de 1990 l'arxidiòcesi rebé la visita pastoral del Papa Joan Pau II.

## Cronologia episcopal
- Anatole-Joseph Toulotte, M.Afr. † (26 de novembre de 1892 - 18 d'octubre de 1897 renuncià)
- Augustin Prosper Hacquard, M.Afr. † (19 de gener de 1898 - 4 d'abril de 1901 mort)
- Hippolyte Louis Bazin, M.Afr. † (27 de juliol de 1901 - 30 de novembre de 1910 mort)
- Alexis Lemaître, M.Afr. † (24 de febrer de 1911 - 28 de juliol de 1920 nominat arquebisbe coadjutor de Cartago)
- Emile-Fernand Sauvant, M.Afr. † (8 de juliol de 1921 - 6 d'abril de 1928 renuncià)
- Paul-Marie Molin, M.Afr. † (2 de juliol de 1928 - 21 de gener de 1949 renuncià)
- Pierre Louis Leclerc, M.Afr. † (25 de desembre de 1949 - 10 de març de 1962 nominat arquebisbe, a títol personal, de Ségou)
- Luc Auguste Sangaré † (10 de març de 1962 - 11 de febrer de 1998 mort)
- Jean Zerbo, dal 27 de juny de 1998

## Estadístiques
A finals del 2012, la diòcesi tenia 231.000 batejats sobre una població de 4.138.000 persones, equivalent al 5,6% del total.
| any  | població | població  | població | sacerdots | sacerdots       | sacerdots       | sacerdots             | diaques | religiosos | religiosos | parròquies |
| ---- | -------- | --------- | -------- | --------- | --------------- | --------------- | --------------------- | ------- | ---------- | ---------- | ---------- |
| any  | batejats | total     | %        | total     | clergat secular | clergat regular | batejats por sacerdot | diaques | homes      | dones      |            |
| 1950 | 8.755    | 1.016.499 | 0,9      | 37        | 2               | 35              | 236                   |         | 35         | 38         | 8          |
| 1959 | 13.612   | 1.259.978 | 1,1      | 52        | 9               | 43              | 261                   |         | 48         | 53         | 10         |
| 1969 | 10.300   | 961.000   | 1,1      | 44        | 9               | 35              | 234                   |         | 41         | 52         | 8          |
| 1980 | 28.350   | 1.902.211 | 1,5      | 39        | 6               | 33              | 726                   |         | 35         | 61         | 7          |
| 1990 | 34.744   | 2.103.000 | 1,7      | 45        | 7               | 38              | 772                   |         | 42         | 83         | 7          |
| 1998 | 33.331   | 3.200.000 | 1,0      | 33        | 15              | 18              | 1.010                 |         | 26         | 99         | 10         |
| 2001 | 120.000  | 2.600.000 | 4,6      | 38        | 10              | 28              | 3.157                 |         | 39         | 130        | 7          |
| 2002 | 122.580  | 2.750.000 | 4,5      | 40        | 10              | 30              | 3.064                 |         | 41         | 142        | 3          |
| 2003 | 128.500  | 3.500.000 | 3,7      | 46        | 11              | 35              | 2.793                 |         | 41         | 145        | 10         |
| 2006 | 128.791  | 3.600.000 | 3,6      | 47        | 13              | 34              | 2.740                 |         | 43         | 110        | 10         |
| 2012 | 231.000  | 4.138.000 | 5,6      | 28        | 12              | 16              | 8.250                 |         | 41         | 152        | 10         |